# Скалист хребет (Кавказ)
Скалистият хребет (на руски: Скалистый хребет) е планински хребет в Голям Кавказ, простиращ се паралелно от северната страна на Страничния хребет на териториите на Краснодарски край, Карачаево-Черкезия, Кабардино-Балкария и Северна Осетия. Състои се от отделни високи планински масиви (10 броя), разделени от горните течения на реките по северния склон на Голям Кавказ. Проследява се от северозапад на югоизток на протежение от 375 km от горното течение на река Белая (ляв приток на Кубан) на запад почти до река Терек на изток, в района на град Владикавказ. Височината му варира от 1200 – 1700 m на запад до 3000 m на изток. Максимална височина връх Каракая 3646 m (43°16′04″ с. ш. 43°14′44″ и. д. / 43.267778° с. ш. 43.245556° и. д.), разположен между реките Чегем и Черек в Република Кабардино-Балкария. Хребетът представлява типичен куест, със стръмни, на места отвесни южни и полегати северни склонове, проломен от многочислени тесни долини на реките от басейните на Кубан и Терек. Северните му склонове са обрасли с широколистни гори, а южните и нагоре от границата на горите са заети от планински степи и пасища. Има силно развити карстови форми.